# 中道往還
中道往還（なかみちおうかん）は、甲斐国（山梨県）と駿河国（静岡県）を結ぶ街道のひとつ。駿州往還（河内路）と若彦路の中間に位置することから「中道」と呼ばれる（『甲斐国志』による）。山梨県甲府市の右左口宿（うばくち、姥口）を通過することから、右左口路とも呼ばれる。「中道往還」は甲州側からの呼称であり、静岡方面からは甲駿街道や甲州街道の呼称が使われる。

## 地理
甲府において駿州往還とともに甲州街道から分かれて南下し、落合町で笛吹川を渡河する。右左口宿を経て右左口峠（迦葉坂、かしょうざか）を越え、間宿のある古関、精進湖から本栖湖東岸から駿河国へ入り、根原、人穴宿を経て、上井出宿では若彦路とも合流。さらに大宮を経て東海道へ合流して吉原宿（静岡県富士市）へ至る。また、精進や本栖からは河内や郡内方面へも通じる。
- 甲府 - 右左口 - 柏尾坂 - 女坂 - 古関 - 精進 - 本栖 - 根原 - 人穴 - 大宮 - 厚原 - 吉原湊

## 歴史

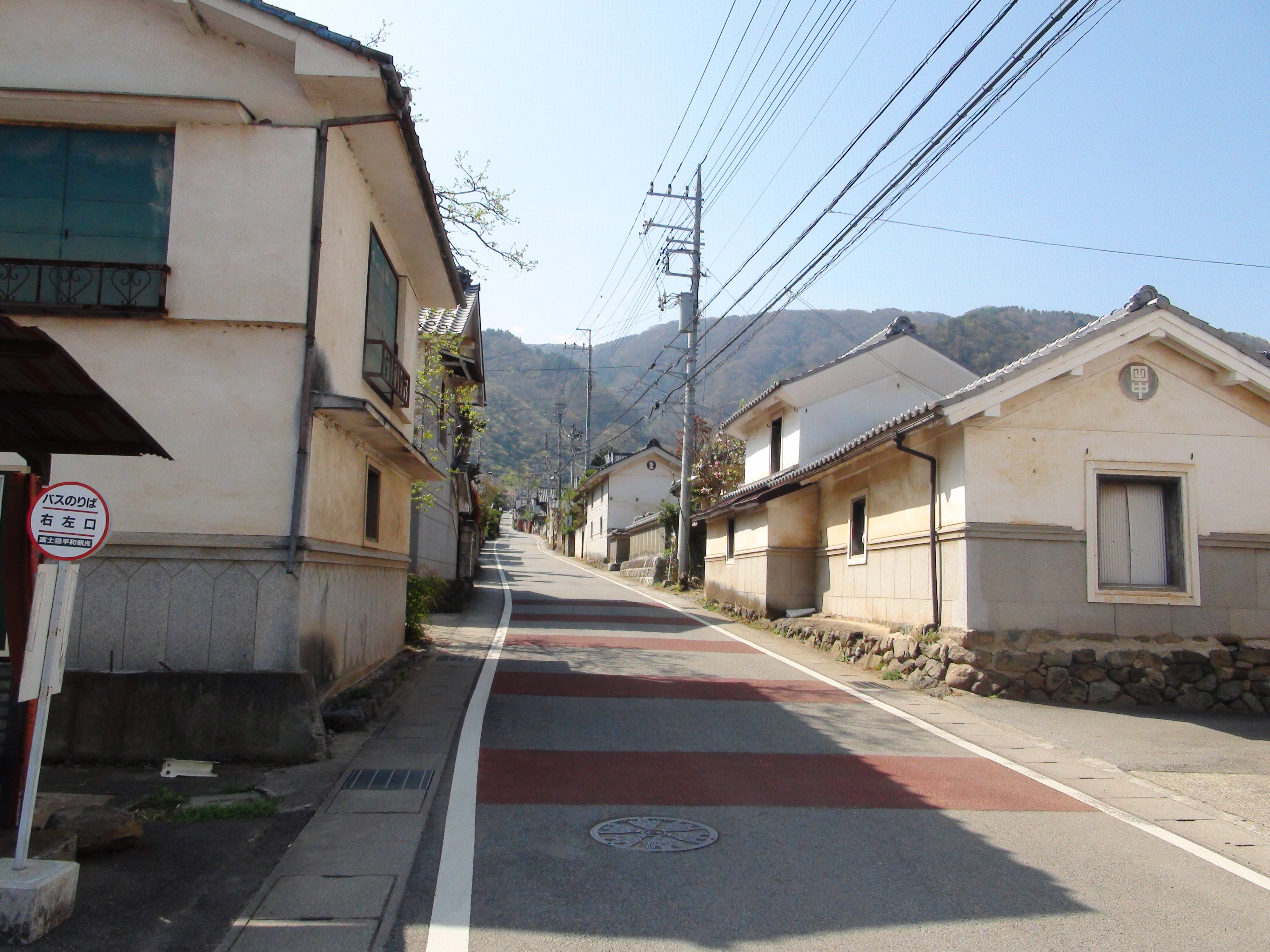
右左口宿（2011年4月）

甲府市内の曾根丘陵においては甲斐銚子塚古墳をはじめ畿内色の古墳文化が展開されるが、沿道からは畿内的特徴のある考古遺物が発見されており、東海地方からの古墳文化の流入路であったと考えられている。
御坂山地や富士山麓など難所を通過する街道であり、武田氏は古関と本栖に関所を設置していたが、江戸時代以前には甲駿を最短で結ぶことから、治承・寿永の乱以来軍用道路としても使用された。『吾妻鏡』治承4年（1180年）10月14日条には武田信義・安田義定が通過した富士山麓の道として「鉢田」に至る「神野并春日路」が記されており、『甲斐国志』では「春田路」を中道往還に比定している。
戦国時代には駿河の今川氏が甲斐へ侵攻する経路となり、武田氏は本栖城（富士河口湖町）を築いた。右左口の日陰山（標高1025.3メートル）中腹には金刀比羅山砦跡（こんぴらやまとりであと）があり、武田氏が築いた中道往還の押さえの城、もしくは烽火台である可能性が考えられている。天正10年（1582年）3月には織田信長・徳川家康連合軍の武田領侵攻により武田氏が滅亡し、徳川家康が街道を整備したという（『信長公記』）。同年6月には本能寺の変により武田遺領をめぐる天正壬午の乱が発生し、甲斐では家康と相模国の北条氏直が対陣する。『家忠日記』11月4日条・12月7日条では徳川方が山城を築いており、これが金刀比羅山砦にあたると考えられている。なお、金刀比羅山砦の北側には右左口砦跡が所在している。
『甲斐国志』に拠れば、天正壬午の乱を経て武田遺領を確保した徳川家康は右左口に滞在して所役免除を行ったとされ、近世には家康への敬慕から御朱印祭が行われた。伝馬役を負担する代わりに駿甲間を往来しての海産物運輸に関する諸役を免除されていた。
近世には軍用道路としての役割が低下し、九一色衆は家康から朱印状（天正10年7月23日『徳川家康朱印状』）を与えられ往還警護を務め、毎年7月23日の御朱印祭では人形芝居が行われた（右左口人形）。また、人形は往還を通じて駿河でも製作された。江戸時代には脇往還となり、右左口、精進、上井出の宿駅や本栖の口留番所が設置された。また、富士山麓の冷涼な気候が鮮魚輸送に適していることから、清水や沼津から水揚げされた海産物や塩などが甲斐に輸送され、明治末年の見聞録によれば往時には富士川水運と鮮魚輸送を競ったという。近代には身延線の開通などを受けて重要性は低迷する。

## 文化財

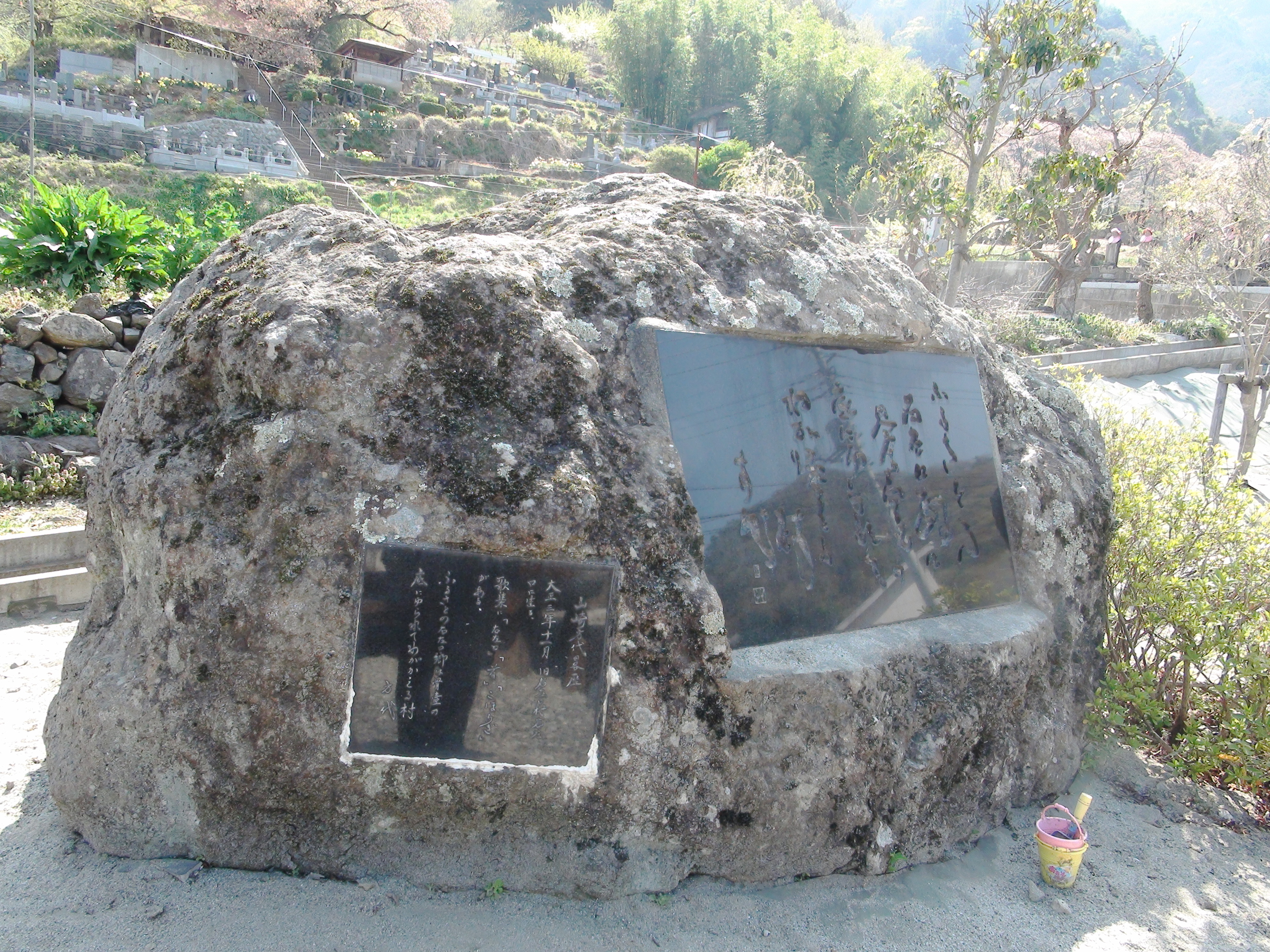
右左口宿にある山崎方代生家跡の記念碑（2011年4月）

- 右左口区有文書及び関連資料一括 - 平成16年11月29日指定山梨県有形民俗文化財

宿区に伝わる右左口区有文書や人形芝居の用具などの資料群。全181点。右左口区有文書は徳川家康の朱印状、羽柴秀勝の黒印状をはじめ、近世の中道往還における交通や商業、村政関係資料、村絵図など2500点。特に徳川家康朱印状などは葵紋が施された石櫃に収納され厨子に安置され、厳重に保管されていた。「右左口人形芝居のかしらほか用具一式」は江戸から明治期にかけて用いられた御朱印祭で用いられたもので、全181点がある。衣装箱などの墨書から人形芝居は村の若者によって担われ、人形のかしらは駿府や由比で製作されたことが判明している。現在は山梨県立博物館に寄託。

## 右左口峠
甲府盆地の南方、御坂山地のほぼ中央部、甲府と精進湖を直線で結んだ位置上にある右左口峠（うばぐちとうげ）は同往還を代表する峠道である。山梨県道113号甲府精進湖線が通過しており標高約860メートル。峠のすぐ西側は西八代郡市川三郷町であるが峠自体は甲府市域にあたる。峠の直下を国道358号の右左口トンネルが通過している。なお、中道往還としての旧道は右左口トンネル脇から通じる迦葉坂（かしょうざか）であり、右左口峠手前でさらなる旧峠に向かう道が分岐している。

### 峠の変遷

#### 中世 - 近世
甲斐国と駿河国を結ぶ中道往還がこの峠を経由しており、天正10年には徳川家康もこの峠を利用して甲斐国へ入った。甲斐と駿河を最短距離で結んでいたこともあって、主に海産物の輸送路として利用され、この峠道を馬の背に揺られ甲府へ運ばれたアワビの醤油漬けが、現在山梨県の名産品となっている鮑の煮貝である。

#### 近代
江戸時代後期から明治初期にかけ、山梨と静岡の往来は富士川水運の利用が主流となり、更に1928年（昭和3年）には富士駅 - 甲府駅間を結ぶ富士身延鉄道（現在の身延線）が全線開業し、中道往還のこの峠道は衰退した。
戦後も長らく車道は無く両県の往来には専ら富士川沿いの国道52号が利用されていた。しかし1968年（昭和43年）自衛隊により右左口峠に車道が作られ、県道13号に指定された。続いて同峠を含む区間には、2本のトンネル（右左口トンネル、精進湖トンネル）が山梨県によって建設され、甲府精進湖有料道路として1973年（昭和48年）に完成した。また1974年（昭和49年）には県道13号は国道358号へ昇格した。その後、1994年（平成6年）に甲府精進湖有料道路が無料開放となり国道358号に指定されるに伴い、それまでの峠道は現在の県道113号に降格された。

#### 現在

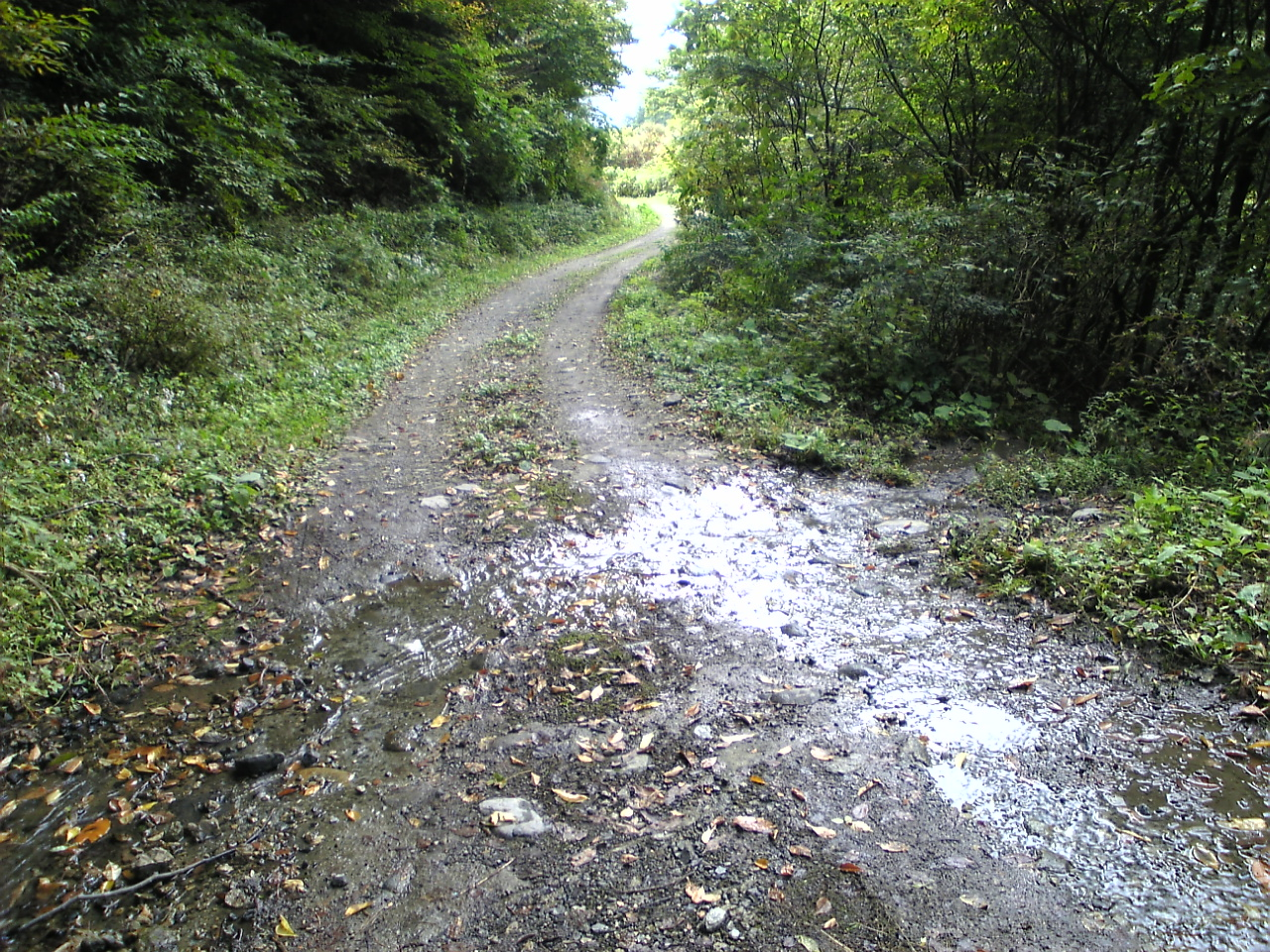
現在の峠道、県道113号の様子（2008年10月）

かつての甲府精進湖有料道路の区間は精進ブルーライン（しょうじブルーライン）の愛称が付けられている。旧道である右左口峠には前述した自衛隊により建設された車道（現県道113号）が残るが、未舗装である上、利用者が少なく路面は荒れており通行には注意が必要である。

## 右左口宿
峠の北麓には峠名の由来となった右左口集落がある。この集落は右左口宿と呼ばれ、古い宿場の風情を残しており、歌人山崎方代の生家跡があり現在は記念碑が建てられている。